# 情報省 (イラン)
情報省（ペルシア語: وزارت اطّلاعات جمهوری اسلامی ایران, ラテン文字転写: Vezarat-e Ettela'at Jomhuri-ye Eslami-ye Iran、イラン・イスラーム共和国情報省）とは、イランの情報機関、秘密警察。VEJA、VEVAK（Vezarat-e Ettela'at Va Amniyat-e Keshvarの略）とも呼ばれる。英語ではMISIRI（Ministry of Intelligence and National Security of the Islamic Republic of Iran）とも表記する。

## 歴史
王制時代には「SAVAK」（サヴァク）という情報機関があり、猛威を振るっていた。1979年のイラン革命後に「SAVAMA」という情報機関が出来た。SAVAKとSAVAMAの繋がりはよく分かっていない。　
当初、政府はSAVAKの要員を全て排除しようとしたが、SAVAKの要員にはイラクのバアス党や反体制グループに浸透している者が多くおり、彼らをパージすると大打撃が予想された為に実際にはSAVAKの要員が多く雇用された。
学者のサイード・ハジャリアンによって省の編成は、ミールホセイン・ムーサヴィーとイスラーム諮問評議会に提案された。
ルーホッラー・ホメイニーは大臣がムジュタヒド（イスラム法に詳しい人）である事を条件に、新しい情報機関を「省」とする事を認めた。
こうして1984年8月18日に情報省が誕生した。他の情報機関は情報省に統合された。

## 活動
- 数々の反体制派を殺害したといわれる。1998年後半には反体制派の作家3人と政治指導者、そして彼の妻がイランで殺害された。この事件では国際的に非難が高まり、それがきっかけで10年以上に渡る犯罪の記録が公開された。その後、犯人として同国情報省次官サイード・エマーミーが容疑者として逮捕され、「外国のスパイだった」とされた。サイード・エマーミーはその直後に刑務所内で死亡した。イラン政府は「獄中で脱毛剤を飲み自殺した」と発表している。詳しくはChain murders of Iran（英語版）を参照。
- 国内の宗教活動を細かく監視しているという。
- ヒズボラ等を支援しているといわれ、欧米から度々非難を受けている。2012年にはアメリカ合衆国は情報省を経済制裁の対象に追加している。

## 組織
情報省の構成は、以下のとおり。
- 管理局
- 防諜局
- 外部局　対外諜報を行う。
- 保安局
- 診療所
- 政治局
- 戦略局
- 教育局
- 研究局
- 公文書記録局　公文書館を管理する。
- 人事局
- 財務局　財務管理、腐敗の防止が任務。
- 議会局
- 経済局
- 文化局
- 技術局　諜報に使える技術を研究する。

さらに、31の県に事務所がある。

## 長官
- ムハンマド・レイシャフリー (ミールホセイン・ムーサヴィーの時代)
- アリー・ファッラーヒヤーン(ハーシェミー・ラフサンジャーニーの時代)
- ゴルバーンアリー・ドッリー・ナジャファーバーディー(モハンマド・ハータミーの時代)
- アリー・ユーノスィー(2005年8月24日まで)
- ゴラームホセイン・モフセニー・エジェイー(マフムード・アフマディーネジャードの時代  2005年8月24日-2009年8月24日)
- ヘイダル・モスレヒー（2009年8月24日-2013年8月15日）
- セイエド・マフムード・アラヴィー（2013年8月15日 - 2021年8月25日）
- エスマイル・ハティーブ（2021年8月25日 - ）